# Gesellschaft für das Geistesleben Persiens
Die Gesellschaft für das Geistesleben Persiens ist ein gemeinnütziger kultureller Verein, der 1997 in Bonn gegründet wurde, wo sich deren Hauptsitz befindet. Außenstellen befinden sich in Berlin, Schwerin, Zürich, Wien, Teheran und Schiras.

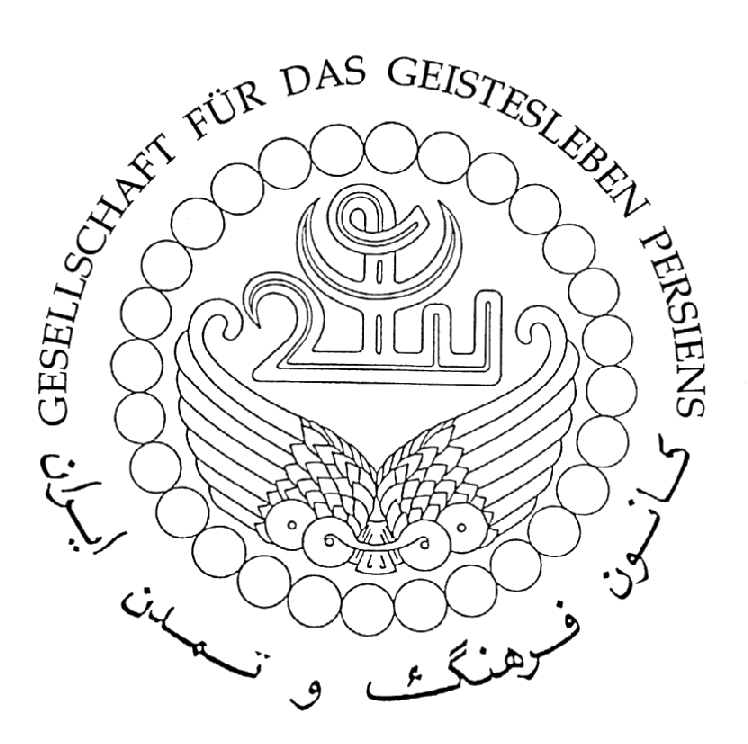
Emblem Der Gesellschaft für das Geistesleben Persiens

## Tätigkeit
Das Anliegen der Gesellschaft besteht im Erhalten und Vermitteln der altpersischen Kultur, sowie der Förderung das aktiven Kulturdialogs zwischen Deutschland und Iran. Des Weiteren bietet die Gesellschaft mit ihren zwei Bibliotheken Zugang zu einem Gesamtbestand von ca. 35.000 persischen sowie ca. 9.000 europäischen Büchern, einem Archiv mit sämtlichen persischen Publikationen, die außerhalb Irans erschienen sind, sowie zahlreichen Zeitschriften und Mikrofilmen.
Zum Tätigkeitsbereich der Gesellschaft gehören auch die Veranstaltung und Durchführung von Vorträgen, sowie Sammlung und Übersetzung wissenschaftlicher Texte.
Ein weiteres Projekt des Vereines ist die Gründung und Unterstützung der deutschorientierten Ehsan-Ruzbehan-Universität in Schiraz.

## Iranzamin
Die Gesellschaft ist Herausgeber der deutschsprachigen Kulturzeitschrift Iranzamin, die über kulturelle, wirtschaftliche oder auch soziologischen Themen, die in Bezug stehen zu Persien bzw. Iran und Deutschland sowie der Interaktion der beiden Länder, berichtet.